# Dante Alighieri (Ximenes)
Dante Alighieri è una scultura in bronzo dell'artista italiano Ettore Ximenes, situata nel Meridian Hill Park a Washington (negli Stati Uniti d'America).

## Storia
Il monumento originale nuovaiorchese (del quale questo è una copia) fu eretto come omaggio al poeta italiano di epoca medioevale Dante Alighieri. Carlo Barsotti del Progresso italo-americano (un giornale italiano negli Stati Uniti) aveva lanciato in precedenza una sottoscrizione per finanziarne la realizzazione e l'inaugurazione. Inizialmente la statua era stata prevista nel 1912 dalla branca novaiorchese della Società Dante Alighieri, ma la statua venne completata soltanto nel 1921, quando poté essere finalmente inaugurata in occasione del secentesimo anniversario della morte del poeta.
La statua venne inaugurata il primo dicembre del 1921, come "regalo agli italiani negli Stati Uniti". Alla cerimonia furono presenti Barsotti, che era stato anche il direttore della commissione per il monumento neviorchese a Dante, il signor René Viviani in rappresentanza della Francia, l'ambasciatore italiano Vittorio Rolandi Ricci e il presidente Warren G. Harding, assieme a sua moglie.
Nel 1994 venne effettuata una ricognizione della scultura, che risultò essere in buone condizioni.

## Descrizione
La statua ritrae Dante in piedi, con indosso una veste lunga e con una corona d'alloro sulla testa. Tra le mani egli tiene una copia della Divina Commedia. La statua poggia su una base di granito. Il lato destro della statua enea è firmato da Ximenes e il lato posteriore presenta il marchio dei fonditori della Roman Bronze Works. Sulla parte anteriore del basamento è presente la scritta "DANTE", mentre sulla parte anteriore si trova l'incisione seguente:
PRESENTED TO THE
CITY OF WASHINGTON
IN BEHALF OF THE
ITALIANS IN THE
UNITED STATES BY
COMM CARLO BARSOTTI»
DONATO ALLA
CITTÀ DI WASHINGTON
A NOME DEGLI
ITALIANI NEGLI
STATI UNITI DAL
COMM. CARLO BARSOTTI»